# Správce stahování
Správce stahování (z anglického originálního názvu Download manager, nebo také Download accelerator) je počítačový program sloužící ke stahování souborů z internetu (někdy také k jeho nahrávání - uploadu). Správce stahování vznikl v době potřeby spolehlivého stažení větších souborů, zvláště v situaci kdy hrozilo jeho přerušení z důvodu nespolehlivosti internetového připojení nebo nespolehlivosti konexe na webový server. Dalším důvodem pro jeho použití a především rozšíření správce stahování vznikl kvůli časté nespolehlivosti stahování velkých souborů pomocí prohlížeče (zejména se to týká Windows Internet Exploreru), které nejsou schopny stahovat velké soubory o velikosti řádově stovek MB.

## Vlastnosti
Současní správci stahování mají většinu z následujících vlastnosti, kterými většinou prohlížeče příliš neoplývají:
- Pozastavení stahování souborů
- Obnovení přerušeného nebo pozastaveného stahování
- Stahování souborů i při nekvalitním spojení
- Stažení několika souborů za pomocí jednoduchých pravidel (opakující se názvy s narůstajícím počtem číslic, např.: fotografie01.jpg,fotografie02.jpg až fotografie99.jpg)
- Plánované stahování (včetně automatického vytočení spojení, zavěšení nebo vypnutí počítače)
- Vyhledání mirorrů s rychlejší konektivitou a s případným automatickým přepojením na rychlejší server
- Souběžné, vícenásobné stahování stejného souboru z různých serverů - tzv. segmentové stahování (anglicky segment downloading)

## Další vlastnosti
Někteří správci stahování se v současné době neomezují pouze na stahování z webových serverů, ale nabízí větší funkcionalitu podporou stahování více protokoly. Běžná je například podpora některé z výměnných sítí jako jsou BitTorrent, Kazaa, eMule apod.

## Nežádoucí vlastnosti
Někteří správci stahování obsahovali nežádoucí software v podobě spyware nebo reklamních systémů. Reklamní systém až do verze 1.73 obsahoval například FlashGet (JetCar).